# Estadio Hiram Bithorn
Estadio Hiram Bithorn – wielofunkcyjny stadion w stolicy Portoryko, w mieście San Juan. Został wybudowany w 1962. Mieści 18 264 osób. Jest aktualnie używany głównie dla meczów baseballowych i piłki nożnej, a także posiada udogodnienia dla lekkoatletyki. Swoje mecze rozgrywają na nim kluby baseballowe: Cangrejeros de Santurce i Senadores de San Juan oraz kluby piłkarskie: Atlético de San Juan FC, Academia Quintana i Club Atlético River Plate Puerto Rico oraz reprezentacja Portoryka w piłce nożnej.